# Geltendorf
Geltendorf ist eine Gemeinde im Westen des bayerischen Regierungsbezirks Oberbayern im Landkreis Landsberg am Lech. Der Name geht auf den bajuwarischen Ortsgründer Geltolf zurück, dieser gründete als ein damaliger Sippenältester sein „Dorf des Geltolf“, das heutige Geltendorf. Geltendorf ist seiner Besiedlungsform nach ein typisches Haufendorf.

## Geografie
Die Gemeinde liegt im Endmoränengürtel nördlich des Ammersees in einer leicht hügeligen Landschaft, die während der letzten Eiszeit ausgeprägt wurde. Zwischen dem Ort und Schloss Kaltenberg entspringt die Paar. Geltendorf liegt in der Planungsregion München.

### Nachbargemeinden
Die folgenden Gemeinden grenzen, genannt im Uhrzeigersinn von Norden beginnend, an Geltendorf: Egling an der Paar, Moorenweis, Türkenfeld, Eresing und Weil. Die Gemeinden Egling a. d. Paar, Weil und Eresing gehören dabei zum Landkreis Landsberg am Lech, Moorenweis und Türkenfeld zum Landkreis Fürstenfeldbruck.

### Gemeindegliederung
Es gibt vier Gemarkungen, die den ehemaligen Gemeinden entsprechen, und neun Gemeindeteile (in Klammern ist der Siedlungstyp angegeben):
- Geltendorf (Pfarrdorf), Fläche 12 km²
- Hausen (Kirchdorf), Fläche 6 km²
- Kaltenberg (Dorf) mit Jedelstetten (Weiler), Fläche 4 km²
- Walleshausen (Pfarrdorf) mit Wabern (Kirchdorf), Petzenhofen (Dorf) und Unfriedshausen (Weiler), Fläche 13 km²

## Geschichte

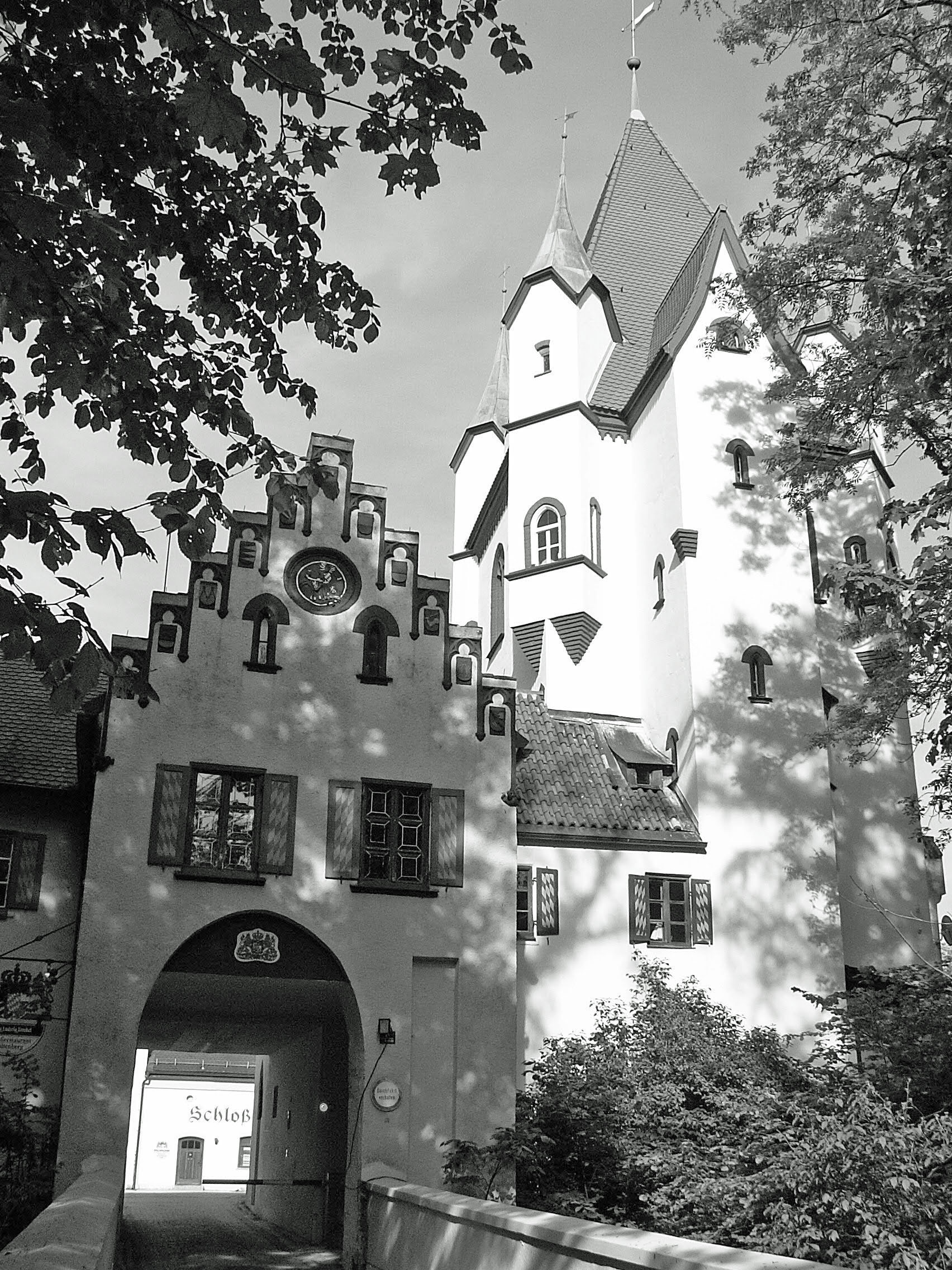
Schloss Kaltenberg

### Bis zum 18. Jahrhundert
Die Besiedlung geht auf 3500 bis 2000 v. Chr. zurück. Davon zeugen Funde von Hockergräbern, die der ausgehenden Jungsteinzeit (Endneolithikum) zuzuordnen sind. Der dann folgenden Bronzezeit kann man die neun noch heute gut erhaltenen Hügelgräber zuordnen, die sich zwischen Geltendorf und Türkenfeld befinden.

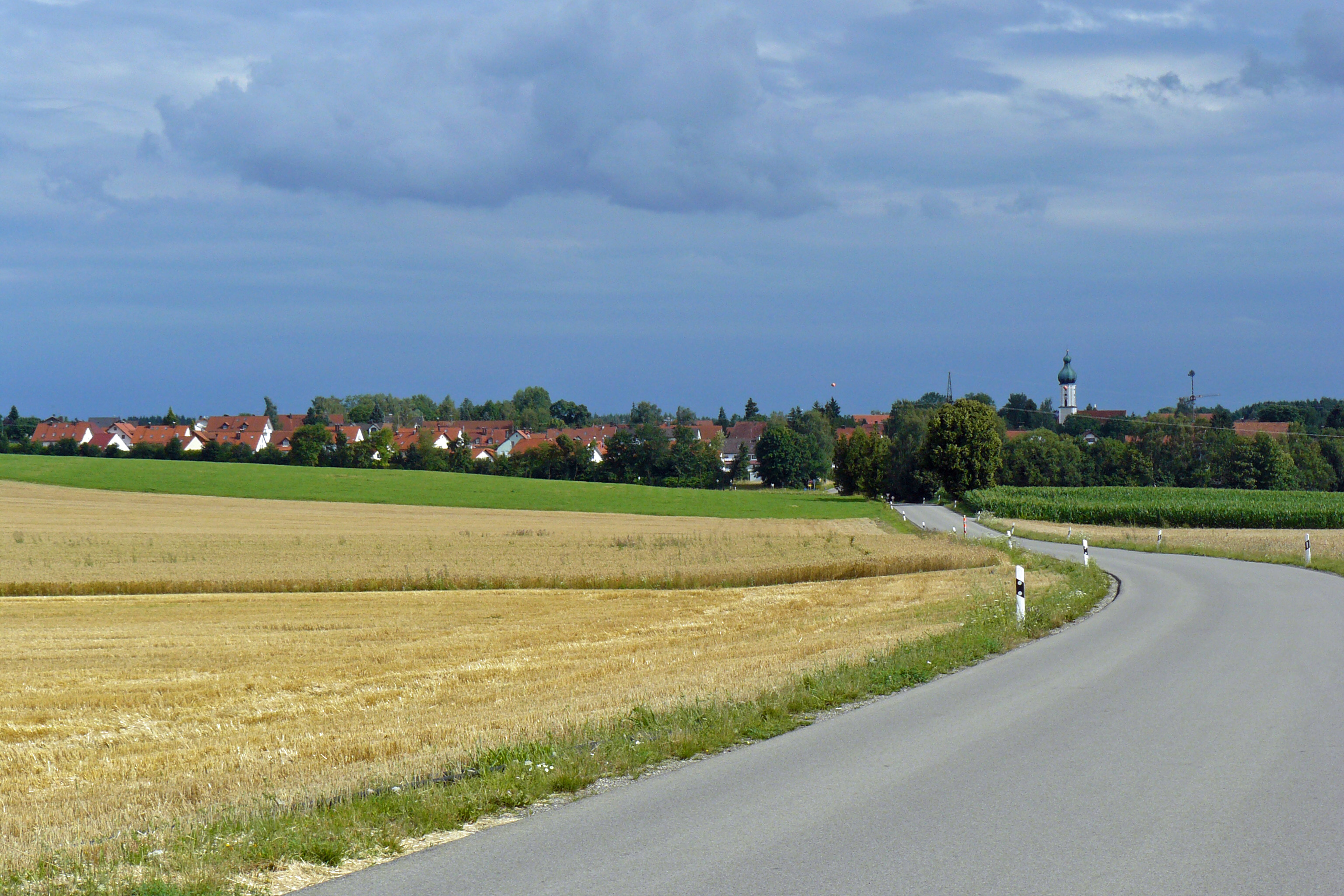
Geltendorf aus Richtung Hausen gesehen

15 v. Chr. wurde Vindelikien und damit die Gegend um Geltendorf von den Römern besetzt. Das nah gelegene Augsburg wurde römische Provinz- und Handelsstadt. Bedingt durch die Nähe zu Augsburg führte eine der wichtigen Handelsstraßen durch Geltendorf über Hausen, Dünzelbach, Heinrichshofen nach Augsburg. Mit den Römern kamen nicht nur Kaufleute, Handwerker und damit Wohlstand in diese Gegend, die sich nun Rätien nannte, sondern auch der christliche Glaube. Durch die Römer entstanden auch die ersten festen Behausungen und Straßen in der Gegend um Geltendorf. Anfang des 6. Jahrhunderts besiedelten die Bajuwaren das heutige Südbayern und Österreich. Ein bajuwarischer Sippenführer mit Namen Geltolf siedelte im heutigen Geltendorf und ist damit der Namensgeber des Ortes.
Die urkundliche Ersterwähnung von Geltendorf geht auf das Jahr 969 zurück. In einem Stiftungsbrief des Bischofs Ulrich von Augsburg an das Nonnenkloster St. Stefan in Augsburg wird eine Eigenkirche und ein Eigenpriester in Geltendorf erwähnt.
Geltendorf wechselte im Laufe der Zeit mehrmals den Besitzer. In dem Stiftungsbrief aus dem Jahr 969 wird Bischof Ulrich von Augsburg als Eigentümer genannt, später waren es unter anderem die Klöster Wessobrunn und St. Stephan in Augsburg, Benediktbeuern und die Edlen von Pflaumdorf.
Bis Ende des 19. Jahrhunderts gehörte Geltendorf zum Landgericht Landsberg. Mit Gründung eines Landgerichts in Bruck wurde Geltendorf diesem unterstellt.
Im Jahr 1632 wurden Geltendorf und weite Teile der Umgebung während des Dreißigjährigen Krieges durch die Schweden schwer getroffen und ausgeplündert. 1646 und 1647 fielen 26 Einwohner der grassierenden Pest zum Opfer. 1749 hatte Geltendorf 313 Einwohner. 1792 zählte man 77 Häuser im Ort.

### 19. und 20. Jahrhundert
Im Jahre 1873 wurde die Bahnstrecke von München ins Allgäu eröffnet, ohne dass an der etwas entfernt im Süden von Geltendorf verlaufenden Trasse ein eigener Haltepunkt eingerichtet wurde. Geltendorf war zunächst nur über die Bahnhöfe in Türkenfeld und Schwabhausen erreichbar. Unter anderem durch die Initiative des neu gegründeten Klosters St. Ottilien konnte 1895 auch eine Abzweigung zum Ammersee verwirklicht werden, die 1898 in Betrieb ging. Nun erhielt auch Geltendorf einen eigenen Bahnhof.

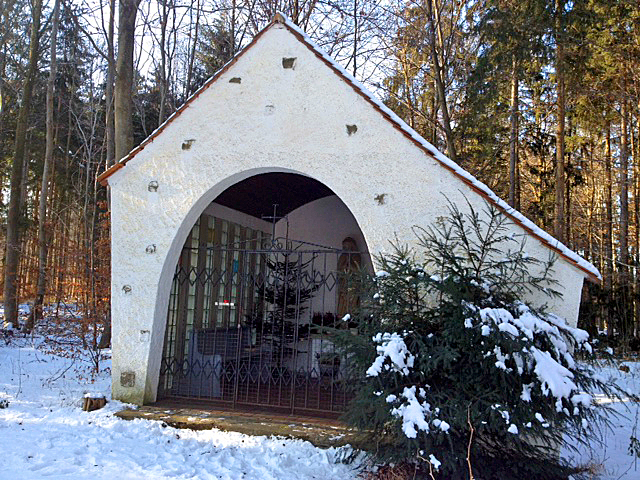
Waldkapelle Geltendorf

Im Jahr 1869 wurde Anselm Müller, der neuen Gemeindeordnung folgend, zum ersten Bürgermeister ernannt. 1875, mit der Einführung von Standesämtern, übernahm er auch das Amt des Standesbeamten. Im Ersten Weltkrieg ließen 22 Geltendorfer im Felde ihr Leben.
Bis zum Ende des Ersten Weltkrieges war Geltendorf bis auf den Bahnhofsbetrieb und einige wenige Handwerk- und Gewerbebetriebe fast gänzlich ländlich geprägt, das verdeutlichen insbesondere die damaligen ca. 85 ansässigen landwirtschaftlichen Betriebe. Geltendorf hatte um 1920 ca. 775 Einwohner. Bedingt durch die günstige Verkehrsanbindung kam es im Laufe der folgenden Jahre zu einer regen Bautätigkeit, die erst 1939 mit Beginn des Zweiten Weltkrieges – Geltendorf hatte nun bereits 850 Einwohner – wieder abebbte.
Um den durch den Krieg entstandenen Verlust an Arbeitskräften zu kompensieren, wurden Kriegsgefangene z. B. auf dem Reichsbahngelände (russische Kriegsgefangene) oder Zwangsarbeiter aus Polen und Frankreich in der Landwirtschaft eingesetzt.
In den letzten Monaten des Krieges trafen in Geltendorf die ersten Flüchtlinge aus den deutschen Ostgebieten, vornehmlich aus Schlesien und Ostpreußen, ein. 160 Personen fanden hier teilweise eine neue Heimat. Das Ende des Zweiten Weltkrieges erlebte Geltendorf ohne nennenswerte Schäden. Zum Dank dafür stiftete die Gemeinde eine Kapelle, die heutige Waldkapelle. 1946 kamen abermals Vertriebene aus dem Sudetenland.
Seit der Landkreis- und Gemeindegebietsreform, die am 1. Juli 1972 in Kraft trat, gehört Geltendorf wieder zum Landkreis Landsberg am Lech.

### Eingemeindungen
Am 1. Juli 1972 wurden die Gemeinden Hausen bei Geltendorf, Kaltenberg und Walleshausen eingegliedert.

### Einwohnerentwicklung
Zwischen 1988 und 2019 wuchs die Gemeinde von 4017 auf 5593 um 1576 Einwohner an bzw. um 39,2 %.
| Datum              | Einwohner |
| ------------------ | --------- |
| 1. Dezember 1840   | 1286      |
| 1. Dezember 1871   | 1460      |
| 1. Dezember 1900   | 1491      |
| 16. Juni 1925      | 1751      |
| 17. Mai 1939       | 1977      |
| 13. September 1950 | 2985      |
| 31. Dezember 1956  | 2795      |
| 31. Dezember 1960  | 2886      |
| 31. Dezember 1965  | 3117      |
| 31. Dezember 1970  | 3293      |

| Datum             | Einwohner |
| ----------------- | --------- |
| 31. Dezember 1975 | 3438      |
| 31. Dezember 1980 | 3543      |
| 31. Dezember 1985 | 3734      |
| 31. Dezember 1990 | 4313      |
| 31. Dezember 1995 | 4849      |
| 31. Dezember 2000 | 5306      |
| 31. Dezember 2001 | 5409      |
| 31. Dezember 2002 | 5484      |
| 31. Dezember 2003 | 5486      |
| 31. Dezember 2004 | 5571      |

| Datum             | Einwohner |
| ----------------- | --------- |
| 31. Dezember 2005 | 5575      |
| 31. Dezember 2006 | 5572      |
| 31. Dezember 2007 | 5604      |
| 31. Dezember 2008 | 5618      |
| 31. Dezember 2009 | 5586      |
| 31. Dezember 2010 | 5572      |
| 31. Dezember 2011 | 5450      |
| 31. Dezember 2012 | 5443      |
| 31. Dezember 2013 | 5435      |
| 31. Dezember 2014 | 5444      |

| Datum             | Einwohner |
| ----------------- | --------- |
| 31. Dezember 2015 | 5556      |
| 31. Dezember 2016 | 5633      |
| 31. Dezember 2018 | 5577      |
| 31. Dezember 2019 | 5593      |

- Daten von 1840 bis 1950 Volkszählung, folgende Daten – Fortschreibung

Quelle: „Bayerisches Landesamt für Statistik und Datenverarbeitung“

## Politik

### Gemeinderat
| Gemeinderatswahl Geltendorf 2020Wahlbeteiligung: 72,2 % (2014: 69,94 %) %3020100 24,2 %23,5 %19,6 %14,3 %11,3 %7,1 % CSUUBbÖDPGrüneBFeSPDGewinne und Verlusteim Vergleich zu 2014 %p 6 4 2 0 −2 −4 −6 −8−10−4,3 %p+1,2 %p+6,0 %p+3,9 %p+1,4 %p−8,2 %pCSUUBÖDPGrüneBFSPDAnmerkungen:b Unabhängige Bürgere Bürgerforum | Sitzverteilung im Gemeinderat Geltendorf seit 2020Insgesamt 20 Sitze - SPD: 1 - Grüne: 3 - UB: 5 - ÖDP: 4 - BF: 2 - CSU: 5 |

| Partei/Wählergruppe     | Sitze 2020 | Sitze 2014 |
| ----------------------- | ---------- | ---------- |
| CSU                     | 5          | 6          |
| Unabhängige Bürger (UB) | 5          | 4          |
| ÖDP                     | 4          | 3          |
| SPD                     | 1          | 3          |
| Bürgerforum             | 2          | 2          |
| Bündnis 90/Die Grünen   | 3          | 2          |
| Gesamt                  | 20         | 20         |

### Bürgermeister
Robert Sedlmayr (ÖDP) ist seit 1. Mai 2020 Erster Bürgermeister; dieser wurde mit 57,52 % gewählt. Sein Vorgänger war Wilhelm Lehmann (Unabhängige Bürger), zuletzt mit 52,41 % der Stimmen am 16. März 2014 wieder gewählt. Lehmann wurde im Jahr 2002 Nachfolger von Peter Bergmoser (SPD), damals für die CSU.

### Wappen
| Wappen von Geltendorf | Blasonierung: „Gespalten von Silber und Blau, vorn ein blauer Schräglinksbalken, hinten auf goldenem Sechsberg ein rotes Tatzenkreuz.“ |
| Wappen von Geltendorf | Wappenbegründung: Das vordere Feld mit dem blauen Schräglinksbalken in Silber gibt das Stammwappen der Herren von Pflaumdorf (Phlaundorf) wieder, die im Gemeindegebiet Rechte und Güter besaßen und bis 1408 das Patronatsrecht über die Kirche von Geltendorf innehatten. Das hintere blaue Feld zeigt mit dem roten Tatzenkreuz auf einem Sechsberg Elemente aus dem Wappen der Stadt Friedberg und nimmt darauf Bezug, dass Johannes der Pflaumdorfer das Patronatsrecht 1408 als Ausstattung der Frühmesse in der Pfarrkirche von Friedberg an den Stadtrat von Friedberg übertrug. Dieses Wappen wird seit 1968 geführt. |

Im Wappen ist das durch umfangreiche Patronatsrechte und Landbesitz in Geltendorf bekannte Landsassengeschlecht derer von Pflaumendorf durch dessen heraldisches Symbol, blauer Schräglinksbalken, vertreten. Bestandteile des Friedberger Stadtwappens, rotes Tatzenkreuz auf goldenem Sechsberg, weisen auf das Recht des Friedberger Stadtrates hin, die Rechte der Inkorporationherren wahrzunehmen. Die Geltendorfer Pfarrkirche war um 1408 in die Friedberger Pfarrkirche inkorporiert worden.

### Flagge
|  | Die Flagge von Geltendorf ist dreistreifig Rot-Gelb-Blau mit dem den Mittelstreifen überdeckenden Ortswappen. Der rote Streifen befindet sich dabei an der linken Seite. |

### Gemeindepartnerschaften
- Schaidt, Deutschland
- Saint-Victor-sur-Loire, Frankreich

## Kultur und Sehenswürdigkeiten

### Regelmäßige Veranstaltungen
- PULS Open Air (Juni). Seit 2016 jährliches dreitägiges Rockmusikfestival auf dem weiträumigen Gelände des Schloss Kaltenberg.
- Kaltenberger Ritterturnier (Juli). Das Kaltenberger Ritterturnier ist ein jährlich stattfindendes Mittelalterliches Spektakel im Gemeindeteil Kaltenberg. → Hauptartikel: Kaltenberger Ritterturnier

### Kirche St. Stephan

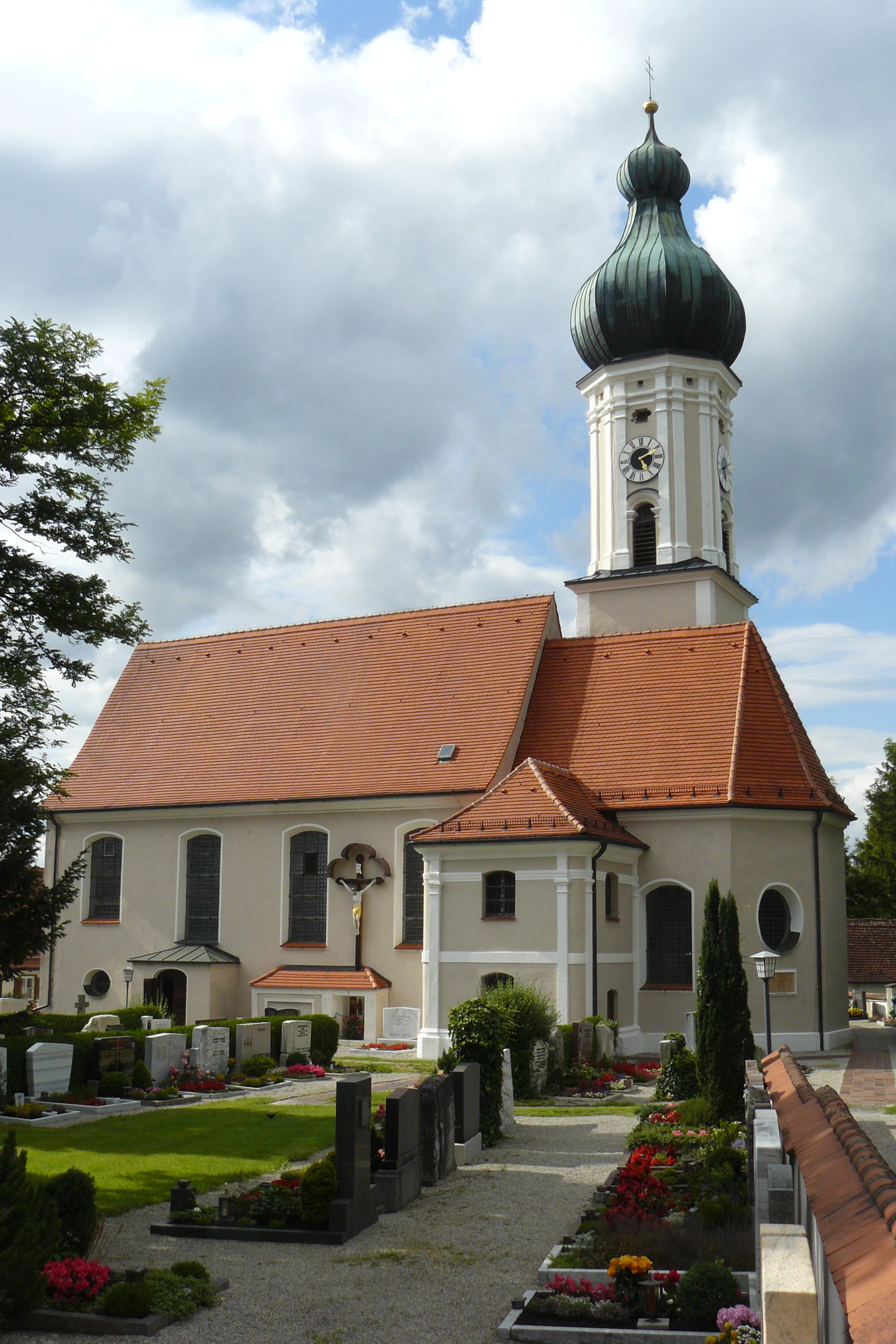
Kirche St. Stephan

St. Stephan ist eine im alten Dorfzentrum von Geltendorf befindliche und unter Denkmalschutz stehende Barockkirche, dessen Vorgängerbauten bis in das 10. Jahrhundert zurück reichen. Sie ist von einer Steinmauer umgeben, in deren Grenzen sich der alte Geltendorfer Friedhof befindet.
Im Jahr 1493 wurde die ursprünglich vorhandene hölzerne Kirche durch einen gotischen Neubau ersetzt. Diese Daten stützen sich auf einen bei Umbauarbeiten in der Mitte des 19. Jahrhunderts gefundenen Ziegel mit der eingebrannten Jahreszahl 1493. In den folgenden Jahrhunderten kam es durch Kriege, Verwüstungen und Naturkatastrophen immer wieder zu Schäden an der baulichen Substanz, wie auch an der Inneneinrichtung der Kirche. So berichtet man über das Jahr 1633, „Der Kirchturm baufällig, in der Kirche die Fenster zerschlagen, Türen und Kästen zerhackt, Taufkessel, Rauchfass, Monstranz alles weg.“ Im Jahr 1679 werden erst neue Altäre und im Jahr 1687 eine neue Kanzel angeschafft. Im Jahr 1694 erfolgte eine Erweiterung des Kirchenschiffes in Richtung Westen, wobei es auch im Inneren der Kirche zu weiteren Umbauten kam. Im Jahre 1754 wurde die Kirche abermals umgestaltet, dem Zeitgeschmack folgend, im Rokokostil. Im Inneren wurden dabei die Deckengewölbe mit Fresken versehen, welche den Namensgeber der Kirche St. Stephan thematisieren. Auffälligstes äußerliches Merkmal dieses Umbaus dürfte dabei die Turmspitze in Form einer Zwiebelkuppel gewesen sein. Zusätzlich fügte man an der Südseite der Kirche eine Sakristei an.
In den folgenden Jahrzehnten kam es immer wieder zu Sanierungs- und Umbauarbeiten, um die Substanz der Kirche selbst wie auch ihre Inneneinrichtung zu bewahren. Im Jahr 1795 erfolgte der Einbau einer Orgel, im Jahr 1806 wurde eine dritte Glocke angeschafft. Im Jahr 1872 wurde das ursprünglich mit Schindeln gedeckte Dach des Kirchturmes mit Blech eingedeckt. Im Jahr 1876 wurde dann die vierte, letzte und größte Kirchenglocke aus der Glockengießerei Hermann aus Memmingen aufgehängt. Im Jahre 1878 wurde die heutige Kirchturmuhr in Betrieb genommen.
Eine umfassende Sanierung fand 1905 und 1906 statt. Dabei wurde durch die Firma H. Koulen & Sohn aus Augsburg die noch heute vorhandene Orgel mit 13 Registern und pneumatischer Traktur eingebaut.
Beide Weltkriege überstand St. Stephan nahezu unbeschadet. Jedoch wurden am 31. Juli 1917 die beiden größten Glocken aus Bronze zur Verwendung in der Rüstungsindustrie eingezogen und eingeschmolzen. Es waren die Glocken aus den Jahren 1806 und 1876.
1922 wurde die letzte noch vorhandene Bronzeglocke abgenommen und nach Beuern bei Greifenberg verkauft. Die kurze Zeit später aufgehängten vier neuen Gussstahlglocken, die für 52.000 Mark in Bochum gekauft worden waren, gehören heute zu den wenigen noch vorhandenen und betriebenen Glocken ihrer Art. Sie sind auf die Töne d1 f1 as1 b1 gestimmt, was eine ungewöhnliche und disharmonische Schlagtonfolge darstellt.
Gussstahlglocken sind für die Rüstungsindustrie nicht von gleichem Wert wie die vorher eingebauten Bronzeglocken. Ob das bei der Entscheidung für dieses Material in der damaligen Zeit eine Rolle spielte, ist unklar. Während des Zweiten Weltkrieges waren sie die einzigen Glocken, die in der weiteren Umgebung zu hören waren.
Am 28. Juli 1946 kam es am Turm zu erheblichen Orkanschäden, als die gesamte Dachkonstruktion des Turmes herabstürzte. In den Folgejahren konnte der Turm nur mit einem provisorischen Dach abgedichtet werden. Erst im Jahr 1950 wurden alle Schäden beseitigt und die alte Silhouette wiederhergestellt. 1957 wurde das Geläut der Glocken auf elektrischen Betrieb umgestellt. 1970 erhielt St. Stephan eine komplette Außenrenovierung, 1990 wurde die Orgel restauriert, 1996 folgte der Innenraum. Die Gesamtarbeiten wurden 2004 mit der Sanierung des Turmes abgeschlossen.

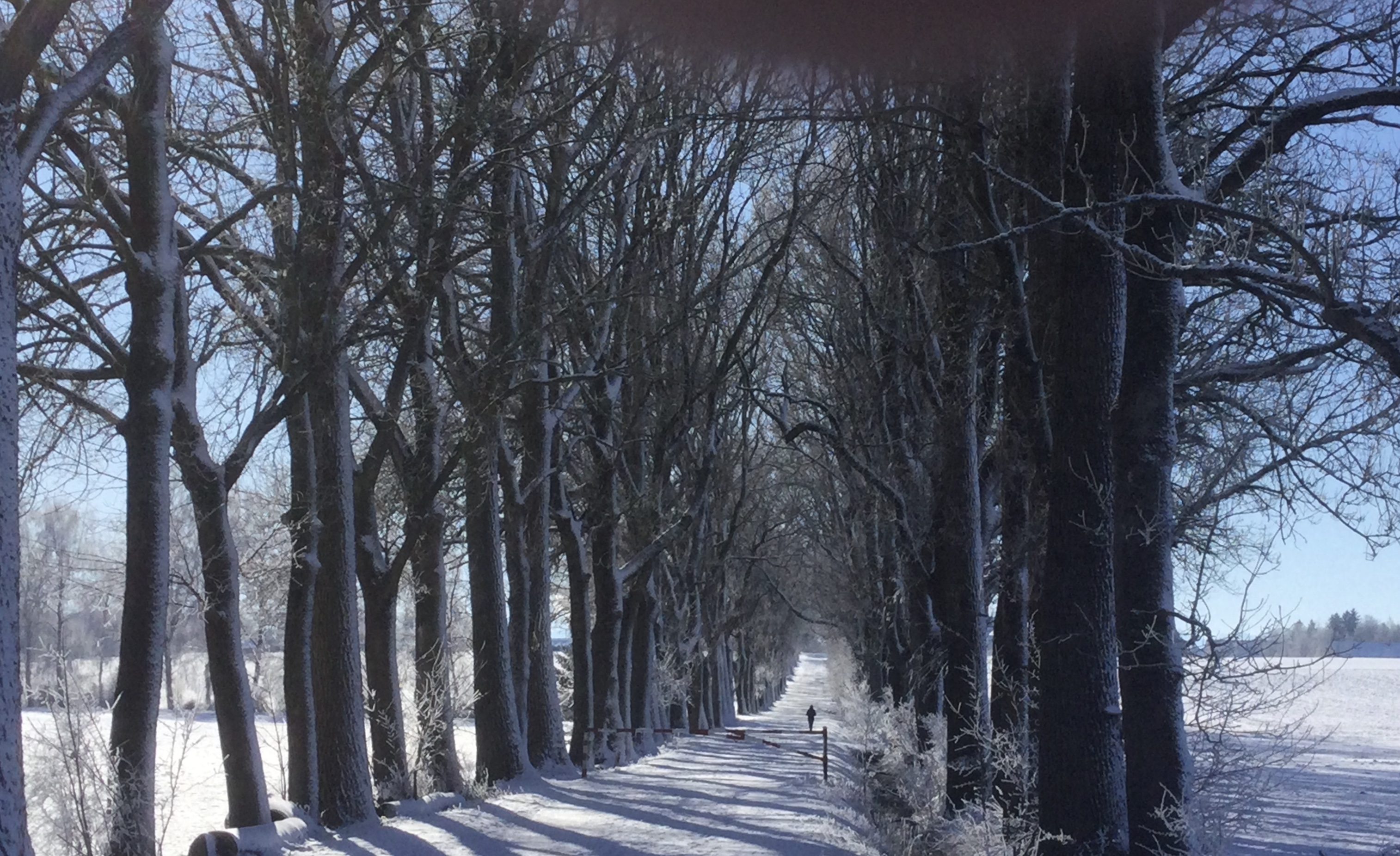
Allee von Bahnhof Geltendorf zum Kloster St. Ottilien

### Katholische PfarrkircheZu den Heiligen Engeln

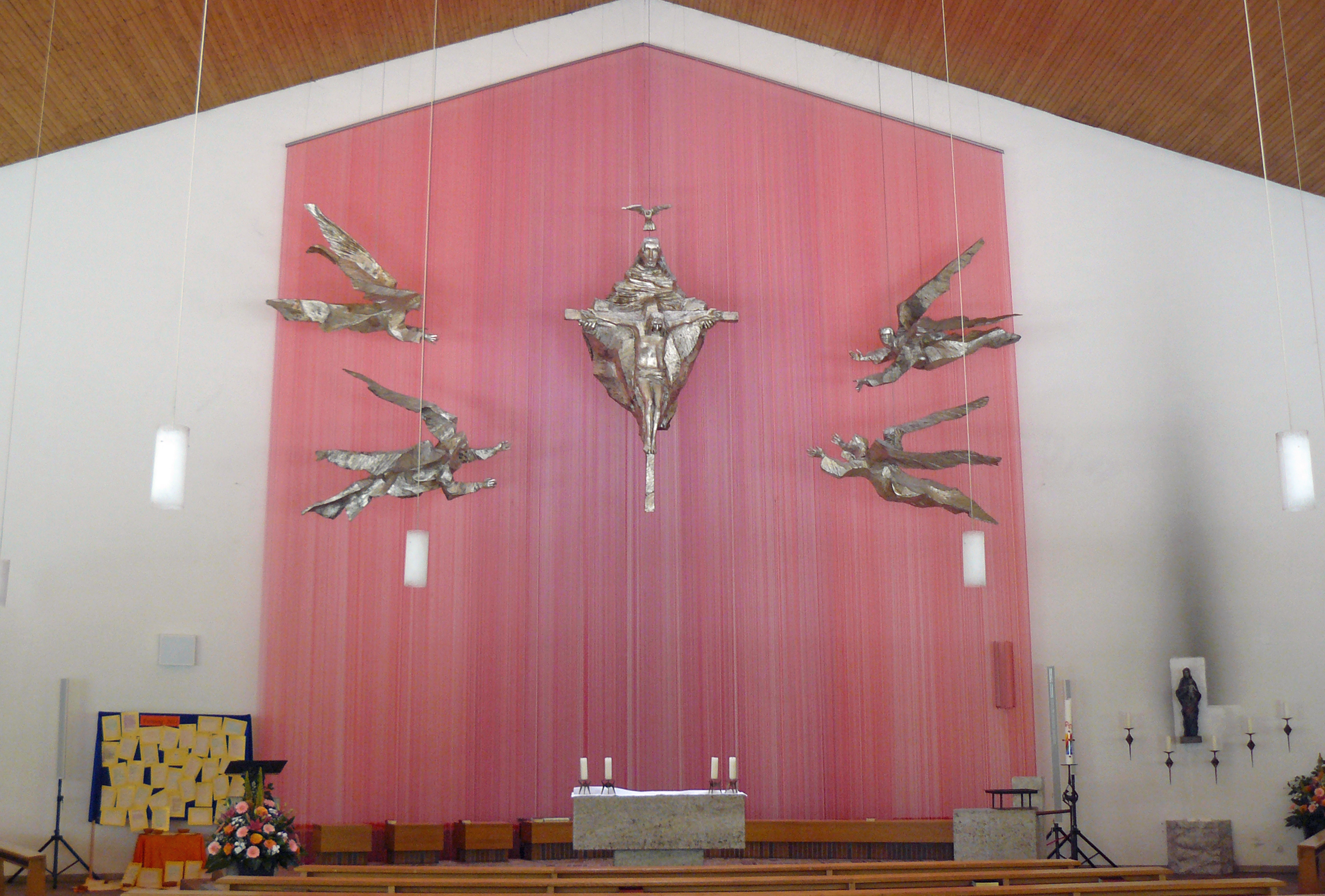
Pfarrkirche Zu den Hl. Engeln (Innenansicht)

Die katholische Pfarrkirche „Zu den Heiligen Engeln“ ist Teil eines Gesamtkomplexes eines neu errichteten Pfarrzentrums nahe dem Ortszentrum von Geltendorf. Der stetige Anstieg der Einwohnerzahl nach dem Zweiten Weltkrieg und umfangreiche Baumaßnahmen im Bahnhofsbereich machten es erforderlich, die Kapazitäten der Pfarrei diesen Gegebenheiten anzupassen. Die Diözese Augsburg vergab daher den Auftrag zur Errichtung eines neuen Pfarrzentrums in der Nähe des Rathauses in Geltendorf. Ursprüngliche Pläne, diese Kirche in Bahnhofsnähe zu erbauen, wurden 1965 mit dem Kauf des Grundstückes in der Nähe des Rathauses aufgegeben. Am 27. März 1966 gründete der Pfarrer Schneider einen Kirchenbauverein, der durch das Einsammeln von Spenden den Neubau unterstützen wollte. Am 4. November 1966 wurde aus sechs Entwürfen derjenige von Fritz Strunz aus Bad Tölz für den Kirchenneubau ausgewählt. Am 18. Oktober 1968 genehmigte schließlich der Gemeinderat das Vorhaben und am 29. Februar 1969 das Landratsamt Fürstenfeldbruck. Der Kirchenbauverein konnte zum Bau der neuen Pfarrkirche ca. 70.000 DM an Spenden einsammeln.
Am 12. Oktober 1969 wurde der Grundstein gelegt und am 13. Dezember 1970 konnte bereits die Einweihung gefeiert werden. Die Kirche ist im Stil der Zeit modern und funktionell erbaut worden. Hauptgestaltungselement ist die Westseite der Kirche, die in Form einer Dreieckes errichtet wurde und damit ein Zelt symbolisieren soll.
Zitat: „Seht das Zelt Gottes unter den Menschen“ Offb 21,3 
Auch im Innenraum wird das Zelt als Gestaltungselement wieder aufgegriffen und spiegelt sich sowohl in der Deckenform als auch an der Rückseite des Altars wider. Altar und Kirchenraum sind räumlich nicht voneinander getrennt, sondern bilden ein großes Ganzes.

### Kriegerdenkmal

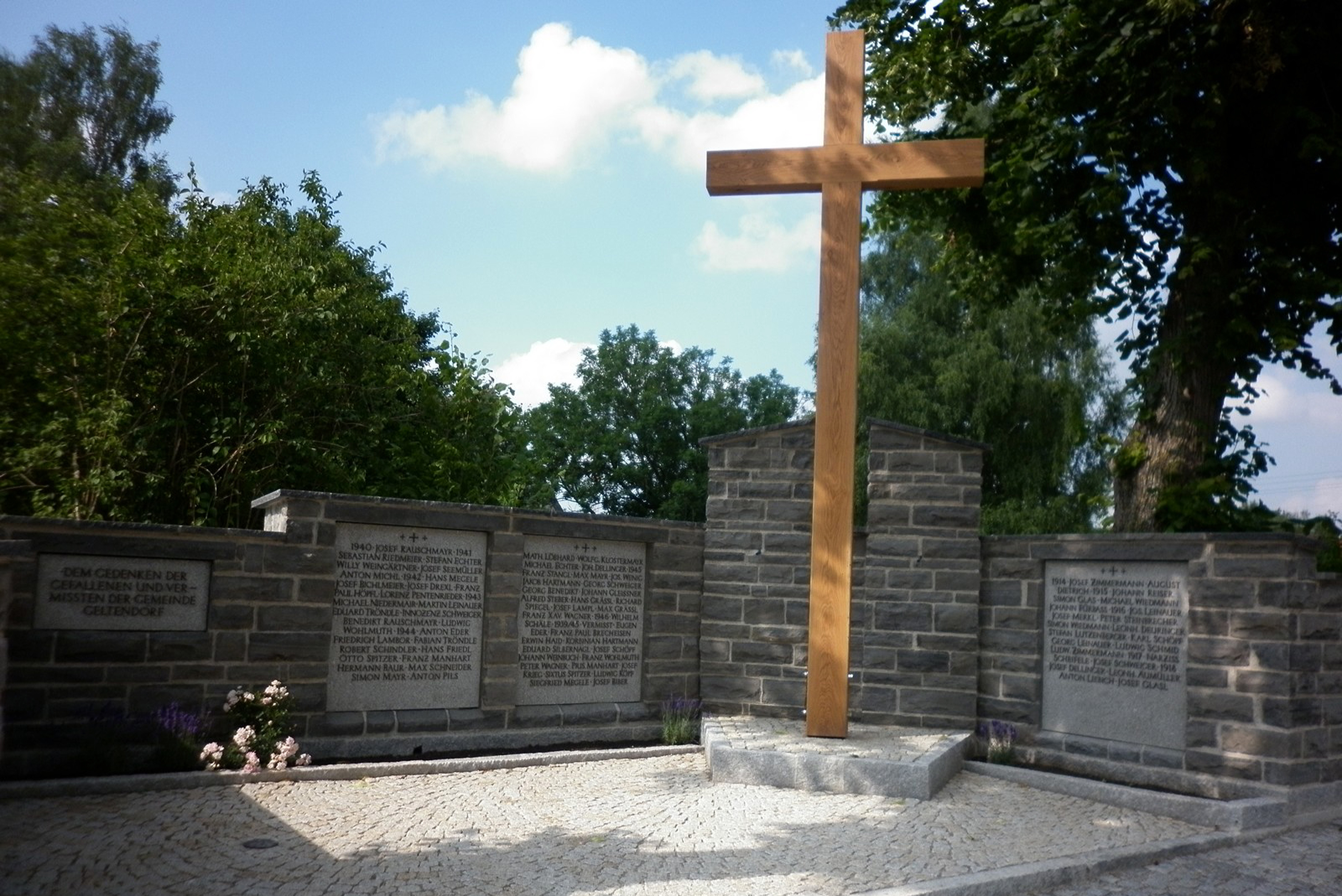
Kriegerdenkmal

Das Kriegerdenkmal an der Umfassungsmauer von St. Stefan ist ein schlichtes, etwa vier Meter hohes Holzkreuz vor einer Mauer in unmittelbarer Nähe der Kirche St. Stephan. Rechts und links davon sind Tafeln mit den Namen der Gefallenen des Ersten und Zweiten Weltkrieges der Gemeinde Geltendorf angebracht. Dieses Kriegerdenkmal wurde in der jetzigen Form erst nach dem Zweiten Weltkrieg errichtet. Das ursprüngliche  Kriegerdenkmal wurde abgetragen, Teile davon wurden einer anderen Nutzung zugeführt. Eine Madonnenfigur hat jetzt ihren Platz in der Waldkapelle unweit der Bahnhofstraße. Im Jahr 2012 erfolgte eine umfassende Sanierung der Umfassungsmauer und der Namenstafeln. Auch das Holzkreuz, das sich ursprünglich in der Mauer befand, wurde erneuert und steht davor.

## Wirtschaft und Infrastruktur

### Wirtschaft einschließlich Land- und Forstwirtschaft
2018 gab es in der Gemeinde 625 sozialversicherungspflichtige Arbeitsplätze. Von der Wohnbevölkerung standen 2328 Personen in einem versicherungspflichtigen Beschäftigungsverhältnis. Damit war die Zahl der Auspendler um 1703 Personen größer als die der Einpendler. 65 Einwohner waren arbeitslos. Die 47 landwirtschaftlichen Betriebe bewirtschafteten insgesamt eine Fläche von 1848 Hektar (Stand 2016).

### Verkehr

#### Straßenverkehr
Die nächstgelegene Autobahn-Anschlussstelle befindet sich in Windach (A 96). Außerdem erreicht man in 10–20 Autominuten die B 17 bei Klosterlechfeld und in 15–25 Minuten die B 471 bei Fürstenfeldbruck.

#### Schienenverkehr

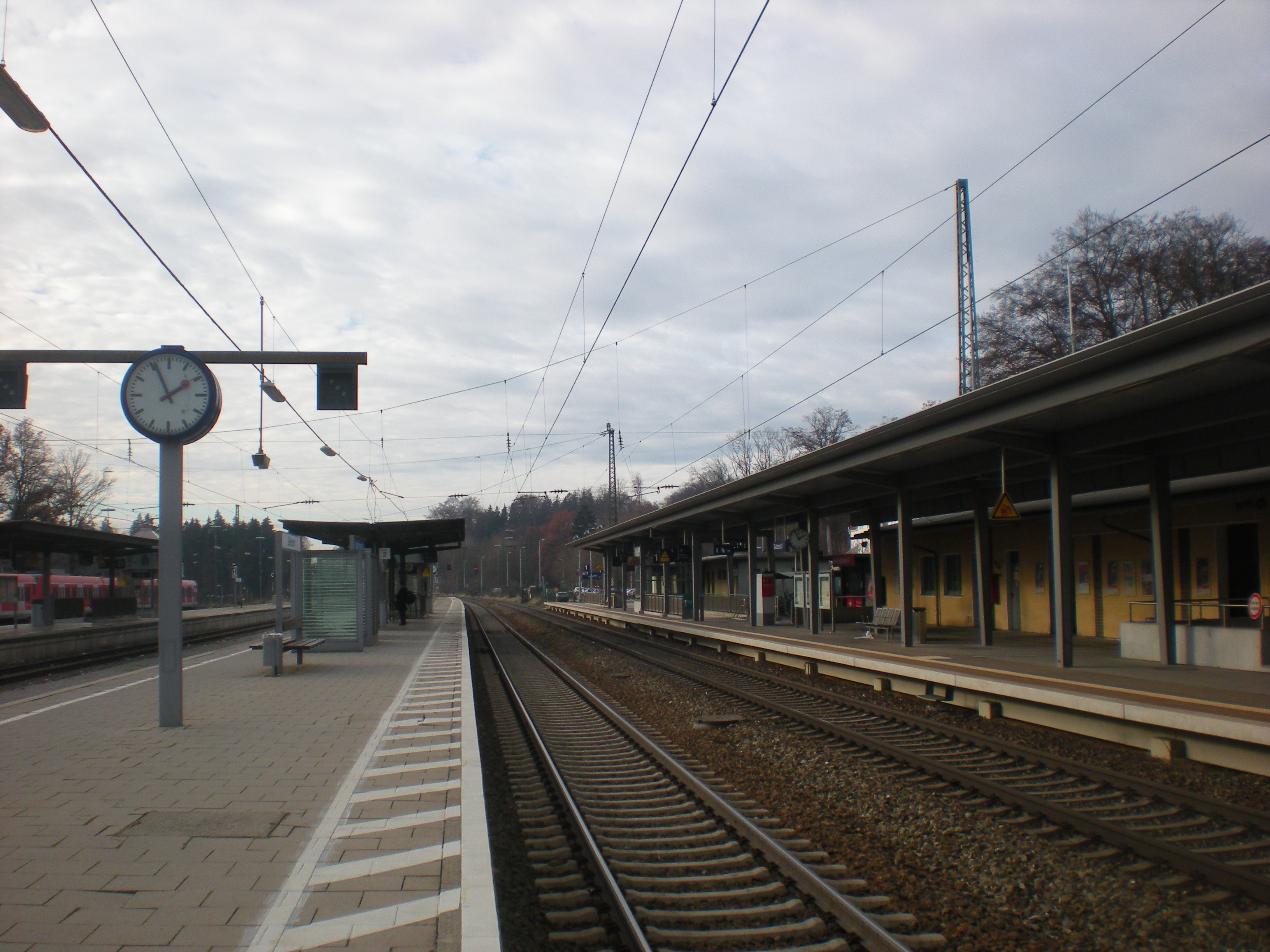
Bahnhof Geltendorf

Etwa zwei Kilometer südlich der Geltendorfer Ortsmitte befindet sich der Kreuzungsbahnhof Geltendorf, an dem sich die Bahnstrecken München–Buchloe (Allgäubahn) und Mering–Weilheim (Ammerseebahn) kreuzen. Der Bahnhof wurde 1898 durch die Königlich Bayerischen Staatseisenbahnen eröffnet. Seit 1972 ist Geltendorf eine Endstation der S-Bahn München, seit Dezember 2009 besteht über die Linie S4 eine Direktverbindung nach Trudering, in der Hauptverkehrszeit bis Grafing Bahnhof bzw. Ebersberg. Der Bahnhof ist in den Münchner Verkehrs- und Tarifverbund (MVV) integriert.
Neben dem Bahnhof Geltendorf gab es an der Bahnstrecke Mering–Weilheim ursprünglich drei weitere Bahnstationen auf dem Gemeindegebiet von Geltendorf. Der Bahnhof Walleshausen ist bis heute in Betrieb, während der Haltepunkt Wabern 1962 und der Bahnhof Kaltenberg 1985 aufgelassen wurden.
| Linie | Linienverlauf |
| ----- | --- |
| S4    | Geltendorf – Türkenfeld – Grafrath – Schöngeising – Buchenau – Fürstenfeldbruck – Eichenau – Puchheim – Aubing – Leienfelsstraße – Pasing – Laim – Hirschgarten – Donnersbergerbrücke – Hackerbrücke – Hauptbahnhof – Karlsplatz (Stachus) – Marienplatz – Isartor – Rosenheimer Platz – Ostbahnhof – Leuchtenbergring – Berg am Laim – Trudering (– Gronsdorf – Haar – Vaterstetten – Baldham – Zorneding – Eglharting – Kirchseeon – Grafing Bahnhof – Grafing Stadt – Ebersberg) |

#### Busverkehr
Auch der Busverkehr in Geltendorf ist in den MVV integriert. Derzeit verkehren in Greifenberg folgende Geltendorf des MVV:
- 809: Geltendorf – Eresing – Windach – Hechenwang
- 810: Geltendorf – Eismerszell – Moorenweis – Jesenwang – Mammendorf Bahnhof
- 816: Landsberg am Lech – Penzing – Schwabhausen – Geltendorf
- 817: Landsberg am Lech – Kaufering – Penzing – Geltendorf

### Bildung
Es gibt folgende Einrichtungen:
- Drei Kindertagesstätten mit 265 Plätzen und 222 angemeldeten Kindern (Stand 1. März 2019)
- Grundschule Geltendorf mit zehn Lehrern und 197 Schülern (Schuljahr 2020/2021)[13]

## Söhne und Töchter Geltendorfs
- Wiguleus Hund (1514–1588), bayerischer Rechtsgelehrter, Geschichtsschreiber und Kanzler
- August Böck (* 1937), Biochemiker und Mikrobiologe
- Alexander Tochtermann (* 1984), Architekt und Hochschullehrer